# Teluk Rhu
Teluk Rhu is een bestuurslaag in het regentschap Bengkalis van de provincie Riau, Indonesië. Teluk Rhu telt 1885 inwoners (volkstelling 2010).